# Hiroyuki Miura
Hiroyuki Miura (japanisch 三浦 浩幸, Miura Hiroyuki; * 31. Dezember 1973 in Kushiro, Hokkaidō) ist ein ehemaliger japanischer Eishockeyspieler. Sein älterer Bruder Takayuki Miura war ebenfalls ein professioneller Eishockeyspieler. 

## Karriere
Hiroyuki Miura wurde im NHL Entry Draft 1992 in der elften Runde als insgesamt 260. Spieler von den Canadiens de Montréal ausgewählt. Damit war er der erste Japaner, der jemals im NHL Entry Draft ausgewählt worden war. Für die Canadiens selbst spielte er allerdings nie. Stattdessen lief der Verteidiger in der Saison 1993/94 für die Wheeling Thunderbirds in der ECHL auf. Von 1994 bis 2006 spielte er für den Kokudo Ice Hockey Club – zunächst in der Japan Ice Hockey League und anschließend ab 2003 in deren Nachfolgewettbewerb Asia League Ice Hockey. Den ALIH-Meistertitel gewann er mit Kokudo in den Jahren 2005 und 2006 ebenfalls. Von 2006 bis 2009 spielte er für Kokudos Nachfolgeteam Seibu Prince Rabbits. Als die Mannschaft anschließend den Spielbetrieb einstellte, beendete Miura im Alter von 35 Jahren seine Karriere. 

### International
Für Japan nahm Miura an den Olympischen Winterspielen 1998 in Nagano teil. Zudem stand er im Aufgebot seines Landes bei den A-Weltmeisterschaften 2000, 2001 und 2004. 

## Erfolge und Auszeichnungen
| - 1995 Japanischer Meister mit dem Kokudo Ice Hockey Team - 1998 Japanischer Meister mit dem Kokudo Ice Hockey Team - 1999 Japanischer Meister mit dem Kokudo Ice Hockey Team - 2001 Japanischer Meister mit dem Kokudo Ice Hockey Team - 2002 Japanischer Meister mit dem Kokudo Ice Hockey Team | - 2003 Japanischer Meister mit dem Kokudo Ice Hockey Team - 2004 Japanischer Meister mit dem Kokudo Ice Hockey Team - 2005 Meister der Asia League Ice Hockey mit dem Kokudo Ice Hockey Team - 2006 Meister der Asia League Ice Hockey mit dem Kokudo Ice Hockey Team |